# Sklop željezničke postaje u Sinju
Sklop željezničke postaje u gradiću Sinju, Put Ferate 21, predstavlja zaštićeno kulturno dobro.

## Opis dobra
Sklop nekadašnje željezničke postaje nalazi se u istočnom dijelu Sinja. Sagrađen je 1903.g., kao prateći objekt uskotračne željezničke pruge Split–Sinj. To je niz od tri zgrade pravokutnog tlocrta: dvokatnice s podrumom i potkrovljem, te prizemne natkrivene čekaonice za putnike i pomoćne građevine. Građene su kamenom „muljika“ slaganim u pravilne redove s bazom od bijelog kamena obrade „na bunju“. Krovovi su drveni dvostrešni s dubokim strehama, pokriveni kupom kanalicom i valovitim salonitom. Otvori pročelja imaju zidane ravne nadvoje, a prozori kamene klupčice. Glavni ulazi sa stubištima su na SZ pročelju. Sjeveroistočno se nalazi bunar i manje prizemno skladište.

## Zaštita
Pod oznakom Z-5871 zaveden je kao nepokretno kulturno dobro - pojedinačna, pravna statusa zaštićena kulturnog dobra, klasificirano kao "javne građevine".